# Erich Bär (MfS-Mitarbeiter)
Erich Bär (* 23. Mai 1916 in Dresden; † 5. April 2005) war ein Widerstandskämpfer gegen den Nationalsozialismus und später Oberstleutnant des Ministeriums für Staatssicherheit (MfS) der DDR. Er war von 1957 bis 1972 Chef der Leitungsbüros des MfS in Ost-Berlin.

## Leben
Bär, Sohn eines Arbeiters, machte nach der Volksschule eine Ausbildung zum Klempner und Installateur. Schon früh engagierte er sich in kommunistischen Organisationen und war zwischen 1931 und 1935 Funktionär im Kommunistischen Jugendverband Deutschlands (KJVD).
Nach der Machtübernahme der Nationalsozialisten unterstützte Bär die KPD auch in der Illegalität und wurde 1935 wegen „Vorbereitung zum Hochverrat“ angeklagt. Ohne Urteil wurde er bis 1945 in den Zuchthäusern Zwickau, Berlin-Plötzensee und Bremen-Oslebshausen und von 1938 bis 1945 im Konzentrationslager KZ Buchenwald festgehalten. In Buchenwald war Bär Mitglied des illegalen Lagerkomitees.
Nach dem Ende des Zweiten Weltkriegs wurde Bär Mitglied der KPD, wo er 1945 Mitarbeiter der Landesleitung Sachsen war. 1946 wurde er Mitglied der SED.
1947 wurde Bär stellvertretender Personalchef der Polizei Sachsens. 1949 wurde er bei der „Verwaltung zum Schutz der Volkswirtschaft Sachsen“ eingestellt, aus der ab Februar 1950 die Landesverwaltung Sachsen des MfS entstand. Hier war Bär Leiter der Personalabteilung. 1952 wurde er stellvertretender Leiter der Bezirksverwaltung Neubrandenburg des MfS, ab 1953 im Rang eines Oberstleutnants.
1956 wurde Bär stellvertretender Leiter der Bezirksverwaltung Frankfurt (Oder) und 1957 Leiter des zentralen MfS-Leitungsbüros in Ost-Berlin. 1959 wurde Bär stellvertretender Leiter der Hauptabteilung VII, zuständig für das Ministerium des Innern und die Deutsche Volkspolizei.
1960 war Bär Offizier im besonderen Einsatz bei der Hauptverwaltung Volkspolizei innerhalb des Ministeriums des Innern. 1961 folgte ein Einsatz im Ministerium für Auswärtige Angelegenheiten der DDR, wo Bär als Kaderleiter auftrat. 1962 war Bär Mitarbeiter in der MfS-Hauptabteilung Passkontrolle und Fahndung und wurde 1963 Offizier für Sonderaufgaben im Büro der Leitung II, zuständig für die Unterstützung der westdeutschen DKP und der Westberliner SEW.
1972 ging Bär in den Ruhestand.

## Ehrungen
- 1986 Vaterländischer Verdienstorden in Gold (DDR)